# Le Devin du faubourg
Pour plus de détails, voir Fiche technique et Distribution.
Le Devin du faubourg (The Swamp) est un film muet américain réalisé par Colin Campbell et sorti en 1921.
Le film a été écrit et produit par Sessue Hayakawa , qui partage également l'affiche avec Bessie Love. Une copie de ce film est conservée aux archives du Gosfilmofond à Moscou,,.

## Synopsis
Mary et son fils Buster vivent dans une seule pièce dans un immeuble des bidonvilles de la ville, après avoir été abandonnés par leur mari et père, le riche Spencer Wellington. Alors qu'il vend des journaux, Buster rencontre Wang, un vendeur de légumes. Wang protège Buster lors d'une agression, puis, lorsque Mary tombe malade, il prend soin d'elle jusqu'à ce qu'elle se rétablisse. Lorsque Mary et Buster sont sur le point d'être expulsés, Wang vend son cheval et son étal de légumes pour les aider, et lui et Buster font équipe et deviennent diseurs de bonne aventure.
Mary apprend par Wang que son mari envisage de se remarier. Lorsque Wang se produit à la réception de mariage, il révèle le passé de Spencer, et la nouvelle fiancée de Spencer, la dame de la haute société Norma Biddle (Wilson), met fin aux fiançailles. Mary obtient le divorce de Spencer et épouse le percepteur de loyers Johnnie Rand, qui est son ancien amoureux. Wang parvient à récupérer son cheval et il retourne dans son pays natal, où il retrouve sa bien-aimée,.

## Fiche technique
- Titre original : The Swamp
- Réalisation : Colin Campbell
- Scénario : J. Grubb Alexander
Sessue Hayakawa
- Photographie : Frank D. Williams
- Direction artistique : W.L. Heywood
- Société de Production : Hayakawa Feature Play Company
- Société de distribution : Film Booking Offices of America
- Producteur :  Sessue Hayakawa
- Durée : 62 minutes
- Dates de sortie : 
  - États-Unis : 30 octobre 1921
  - France : 30 mars 1923

## Distribution
- Sessue Hayakawa : Wang
- Bessie Love : Mary
- Janice Wilson : Norma
- Frankie Lee : Buster
- Lillian Langdon : Mrs. Biddle
- Harland Tucker : Spencer Wellington
- Ralph McCullough : Johnnie Rand

## Réception du film
Le film a reçu des critiques positives et Hayakawa et Love ont reçu des éloges pour leurs performances.